# Judy Winter
(Judy Winter)
Judy Winter, all'anagrafe: Beate Richard (Friedland in Oberschlesien, ora Korfantów, Polonia, 4 gennaio 1944), è un'attrice e doppiatrice tedesca.
Come attrice, è attiva in campo cinematografico, teatrale e - soprattutto - televisivo. Tra cinema e televisione, ha partecipato sinora - dalla metà degli anni sessanta in poi - ad oltre un centinaio di produzioni.
Come doppiatrice, ha prestato la voce ad attrici quali Lauren Bacall, Christine Baranski, Kathleen Barr, Jacqueline Bisset, Betty Buckley, Ellen Burstyn, Jill Clayburgh, Blythe Danner, Melinda Dillon, Faye Dunaway, Linda Emond, Louise Fletcher, Elizabeth Hawthorne, Audrey Hepburn, Shirley MacLaine, Bette Midler, Jeanne Moreau, Cathy Moriarty, Donna Murphy, Jane Fonda, Virna Lisi, Vanessa Redgrave, Frances de la Tour, Lorraine Toussaint, Kathleen Turner, Liv Ullmann, Natalie Wood, ecc.

## Filmografia parziale

### Cinema
- L'inferno erotico di Pinnesburg (Das gelbe Haus am Pinnasberg) (1970)
- Il cigno dagli artigli di fuoco (Inspektor Perrak greift ein), regia di Alfred Vohrer (1970)
- Femmine carnivore (Die Weibchen) (1970)
- Nessuna pietà: uccidetelo! (Und Jimmy ging zum Regenbogen) (1971)
- L'amore è solo una parola (Liebe ist nur ein Wort) (1971)
- Abuso di potere (1972)
- Il maschio internazionale (...aber Jonny!) (1973)
- Der Lord von Barmbeck (1976)
- Tobias è mio (1996)

### Televisione
- Held Henry (1965)
- Frühlings Erwachen (1966)
- Drei Tage bis Mitternacht (1966)
- Im Zeichen der Kälte (1973)
- Van der Valk und die Reichen (1973)
- Tatort (serie TV, 1 episodio, 1975)
- L'ispettore Derrick (Derrick, serie TV, episodio "Mi ha sempre chiamato zio Hoffmann", 1975)
- Tatort (serie TV, 1 episodio, 1976)
- Il commissario Köster (Der Alte, serie TV, 1 episodio, 1977)
- Angst (1978)
- Die Eingeschlossenen (1978)
- Nathan, der Weise (1979)
- L'ispettore Derrick (Derrick, serie TV, episodio "Mi ha sempre chiamato zio Hoffmann")
- L'ispettore Derrick (Derrick, serie TV, episodio "Festa a bordo";)
- L'ispettore Derrick (Derrick, serie TV, episodio "Congresso a Berlino")
- Il caso Maurizius (Der Fall Maurizius, miniserie TV, 1981)
- Histoires de voyous: Opération Primevère (1981)
- Die Stunde des Löwen (1982)
- Un caso per due (Ein Fall für zwei) - serie TV, 1 episodio (1982)
- Le Paria (miniserie TV, 1985)
- Jimmy Allegretto (1986)
- Die Brücke am schwarzen Fluß (1986)
- Die Fräulein von damals (1987)
- Vicky und Nicky (1987)
- Ich melde einen Selbstmord (1988)
- Ein ungleiches Paar (1988)
- Aufrichtige Lügnerin (1988)
- Tam Tam oder Wohin die Reise geht (1989)
- La bella addormentata (Šípková Ruženka), regia di Stanislav Párnicky – film TV (1989)
- Vater brauch eine Frau – serie TV, 2 episodi (1993)
- Geschichten aus der Heimat - Ein Kerl wie Samt und Seide (1993)
- Un caso per due (Ein Fall für zwei) – serie TV, 2 episodi (1993-1994)
- Club Las Piranjas (1995)
- Willkommen in Kronstadt (1996)
- Rosenkavalier (1997)
- Il tocco della vedova nera (Kill me softly - Frauenmord in Frankfurt, 2000)
- Klinikum Berlin Mitte - Leben in Bereitschaft - serie TV, 4 episodi (2001)
- SOKO 5113 - serie TV, 1 episodio (2001)
- Auch Erben will gelernt sein (2003)
- Mädchen, böses Mädchen (2003)
- Sommernachtstod (2003)
- In aller Freundschaft - serie TV, 1 episodio (2006)
- Neues vom Wixxer (2007)
- Und Jimmy ging zum Regenbogen (2008)
- Eine Nacht im Grandhotel (2008)
- Ein Sommer mit Paul (2009)
- Das Echo der Schuld (2009)
- Mutter muss weg   (2011)
- Familie Bundschuh - serie TV, 9+ episodi (2015-...)

### Doppiaggio
- Piume di struzzo - regia di Mike Nichols (1996)
- Le avventure di Jim Bottone (Jim Knopf und Lukas der Lokomotivführer), regia di Dennis Gansel (2018)

## Discografia
- Sie zu ihm... (LP, 1979)